# リコピー
リコピー（RICOPY）は、かつて株式会社リコーが発売していた複写機の商標である。1955年に発売されたリコピー101やその後継機が日本国内で圧倒的シェアを持っていた時代には、複写機の代名詞でもあった。

## 概要
株式会社リコーは、ジアゾ式複写機（いわゆる青焼き）の先駆者であり、1955年に発売された第1号機のリコピー101は、2012年に機械遺産に認定されている。1960年代までのジアゾ式複写機の全盛期には、湿式・半湿式の何れに於いても、寡占的とまでいえるシェアを持っていたため、複写機または複写のことを「リコピー」と呼ぶ人が多かった。なお、1980年代ないし1990年代までは、半湿式・乾式のジアゾ式複写機は、後述の電子写真式複写機よりもランニングコストが低かったこと、機構図面が断面部を原紙の裏から薄く赤に塗って中間濃度で写るように描かれていたこと、プリント配線板の図面では、罫線が緑色の用紙を用いて罫線が中間濃度で写るように描かれていたことなどの理由で、“技術図面”の複写には多用されていた。2013年現在では、ジアゾ式複写機の生産及び販売は終了して、消耗品の提供のみが行われている。
1960年代に、米ゼロックス社が電子写真（ゼログラフィ）式複写機を発売したが、ゼロックス社が保有する特許を回避しながら同方式の複写機を商品化することは困難だったため、他社は独自の方式を開発した。リコーでは、オーストラリアの研究機関が開発した湿式静電複写方式の独占実施権を得て、「電子リコピー」を1965年に発売した。この方式は、用紙が現像液に漬かるために専用紙が必要ではあったが、透過原稿でなくても複写が可能な点はゼロックス方式と同様であるため、国内ではかなりのシェアを持っていた。ちなみに、多枚数を連続して複写すると、乾き切っていない複写が出力されるため、時間を空けて複写作業を行なう必要があった。通称「電リコ」。
ゼロックス社の特許権が切れた後、1972年からはリコーも電子写真式の普通紙複写機を発売したが、その際にも引き続き「リコピー」のブランドが使用された。
その後、リコーは、業界に先駆けて複写機のデジタル化を進めたが、デジタル複写機のブランド名は「IMAGIO」とされ、「リコピー」ブランドは姿を消した。
ブランド・製品は消滅したが、この名残で、一部地域のリコー複写機・OA機器販売代理店には「リコピー」を社名に冠するものが残っている。